# Castellet de Xinorla
El Castellet de Xinorla, o Torre de Xinosa, és una torre fortificada d'origen musulmà ubicada al terme municipal de Monòver, al Vinalopó Mitjà.

## Ubicació
Es troba a la part oriental de la Serra de la Solana, sobre un roquer a escassos metres d'alçada. Les actuacions humanes de caràcter agrari i forestal sobre el terreny han comportat que actualment estiga en ruïnes.

## Història
Es tracta d'una fortificació que va ser un punt clau en la frontera entre cristians i musulmans a partir de finals del segle xiii. El 1296, junt Monòver, queda integrat al rais de Crevillent per la col·laboració d'aquest amb Jaume el Just en la conquesta del Regne de Múrcia (1296-1304), de manera que tot i estar en territori musulmà, al capdavant hi havia un senyor cristià, com serien Garcia López de Anzano o posteriorment Bernat de Sarrià.
Castellà i València arriben a acords sobre l'afer murcià i el 1304, les terres del Vinalopó s'integren a la Corona d'Aragó, qui cedirà Xinorla, de forma vitalícia, al conseller reial Gonzalbo Garcia.
Durant la Guerra dels Dos Peres (1356-1366), Xinorla tornarà a estar de nou en línia de batalla. L'atac castellà al sud del Regne a l'inici de la Guerra fa que Xinorla passe a mans invasores, tot sent retornades als seus senyors el 1361 mitjançant la Pau del Terrer. L'any següent tornen les hostilitats entre ambdós Corones, i Pere el Cerimoniós demana al senyor Pere Maza que destruïsca el Castellet de Xinorla per evitar que caiga en mans castellanes. No farà cas aquest del consell reial i el 1363 la torre és ocupada de nou, fins a la primavera de 1366, quan retorna als Maza.